# Першин, Александр Александрович
Алекса́ндр Алекса́ндрович Пе́ршин (род. 4 сентября 1968) — советский и российский легкоатлет, специалист по спортивной ходьбе и марафону. Наивысших успехов добился в первой половине 1990-х годов, чемпион СССР, призёр первенств всесоюзного и всероссийского значения. Мастер спорта России международного класса. Представлял Самару и спортивное общество профсоюзов.

## Биография
Александр Першин родился 4 сентября 1968 года. Приходится младшим братом известному советскому ходоку Алексею Першину, победителю Игр доброй воли, участнику Олимпийских игр.
Занимался лёгкой атлетикой в Куйбышеве под руководством Владимира Александровича Матрина, выступал за физкультурно-спортивное общество профсоюзов.
Первого серьёзного успеха на всесоюзном уровне добился в сезоне 1990 года, когда на чемпионате СССР по спортивной ходьбе в Москве преодолел дистанцию в 20 км быстрее действующего мирового рекорда, но уступил новосибирцу Андрею Перлову. Показанное им время 1:18:37	в итоге стало третьим результатом мирового сезона.
В 1991 году на зимнем чемпионате СССР по спортивной ходьбе в Сочи в дисциплине 20 км превзошёл всех соперников и завоевал золотую медаль, показав при этом лучший результат мирового сезона — 1:18:58.
В октябре 1993 года с результатом 2:25:45 занял 15-е место на Кошицком международном марафоне мира.
В 1994 году с личным рекордом 2:14:29 выиграл серебряную медаль на открытом чемпионате России по марафону в Калининграде.
За выдающиеся спортивные достижения удостоен почётного звания «Мастер спорта России международного класса».
В 2018 году в Нефтегорске проходил Открытый турнир по лёгкой атлетике среди сильнейших спортсменов Самарской области на призы мастеров спорта международного класса братьев Першиных.